# Silicon Image
A Silicon Image é uma empresa pública norte-americana fabricante de produtos de conectividade sem fio e com fio para imagens de alta-definição. Foi fundada em 1995 e está sediada em Sunnyvale, no estado da Califórnia, nos Estados Unidos. A Silicon Image está envolvida em padrões da indústria eletrônica como o HDMI, o DVI, a MMC, o WiHD, entre outras.